# کورگ (شخصیت)
کورگ یک شخصیت خیالی است که در کتاب‌های مصور آمریکایی مارول کامیکس حضور دارد. گرگ پک و کارلو پاگولایان این شخصیت را خلق کردند که نخستین بار در جلد دوم هالک شگفت‌انگیز در داستان «پلنت هالک» ظاهر شد.
تایکا وایتیتی در فیلم‌های دنیای سینمایی مارول یعنی ثور: رگنوراک (۲۰۱۷) و انتقام جویان: بازی پایانی (۲۰۱۹) و ثور: عشق و تندر (۲۰۲۲) از طریق تکنولوژی ضبط حرکت نقش کورگ را ایفا کرد.

## قدرت‌ها و توانایی‌ها
کورگ مانند همه کرونان‌ها بدنی از جنس ماده ای بادوام و سیلیکونی دارد که باعث می‌شود در مقابل اکثر آسیب‌های جسمی مصون بماند و در نتیجه ظاهری شبیه سنگ دارد. در اتمسفر غنی از اکسیژن، کورگ چنان قدرت وسیعی بدست می‌آورد که می‌توان او را با تینگ مقایسه کرد. وضعیت بدنش باعث می‌شود عمری بسیار طولانی داشته باشد.
وقتی به عنوان گلادیاتور مبارزه می‌کرد، به جای مهارت‌های جنگی، عمدتاً بر قدرت جسمی و حالت بشدت بادوام خود تکیه داشت. اما او یک استراتژیست نظامی باتجربه و مصلحت گرای کامل است و مدام محیط اطرافش را ارزیابی می‌کند تا بفهمد برای حفظ بقای خود باید چه کار کند.